# 旭日松広太
旭日松 広太（あさひしょう こうた、1989年7月21日 - ）は、千葉県野田市出身で友綱部屋（入門時は大島部屋）に所属した元大相撲力士。本名は松嶋 広太。身長174cm、体重133kg。最高位は東前頭11枚目（2012年11月場所）。得意技は押し、引き。血液型はB型。好物は湯豆腐のちゃんこ、焼肉(特にハラミ、タン)、テールスープ、テグタン、妻の手作りおろしポン酢ハンバーグ。

## 来歴
3歳からレスリングを始め、関宿町立木間ヶ瀬小学校（現在の野田市立木間ヶ瀬小学校）2年次から6年次まで5年連続で全国大会で優勝している。野田市立木間ヶ瀬中学校進学後もレスリングを続けチャンピオンも経験していたが、「レスリングではメシが食えない。有名、金持ちになりたい。」という動機で中学卒業と同時に相撲へ転向することを決意。中卒見込みとなった2005年3月場所、本名の松嶋の四股名で大島部屋から初土俵を踏んだ。同年11月場所において四股名を松嶋から旭日松に変え、序ノ口、序二段、三段目を経て2008年7月場所には幕下に昇進した。休場もあってやや低速したが2009年5月場所には再び幕下へ戻った。その後は幕下の地位で相撲をとっていたが、2011年9月場所で西幕下12枚目で7戦全勝優勝を果たし11月場所での十両昇進が決まった。野田市出身の関取は初である。13日目の豊後錦に勝って7戦全勝優勝が決まったときには嬉しさのあまり涙を流した。
新関取となった11月場所では十両の土俵にやや苦戦したものの14日目に自身初の新関取での勝ち越しを決めた。翌2012年4月24日には、師匠の定年に伴って所属していた大島部屋が閉鎖され、本人は「星1つが足らずに大島部屋での入幕会見は果たせなかった」ことを悔しがっており「もっと師匠に怒られたかった。」とふがいなさを感じていたそうである（直前の3月場所では東十両4枚目で9勝を挙げて翌場所は同筆頭となっており、あと1勝できていれば入幕していた可能性が高い）。2012年5月場所より友綱部屋所属となった。
移籍2場所目となる2012年7月場所は西十両4枚目で10勝5敗の好成績をあげ、翌9月場所では大島部屋入門者としては旭富士から数えて10人目となる新入幕となった。同場所7日目に髙安との同期対決を演じるも、塩撒きで観衆を沸かせたのとは裏腹にあっさりと寄り切られて、勝負では髙安の方が歓声を浴びた。結局8勝7敗と勝ち越したが、翌場所から2場所連続負け越して十両へ陥落した。

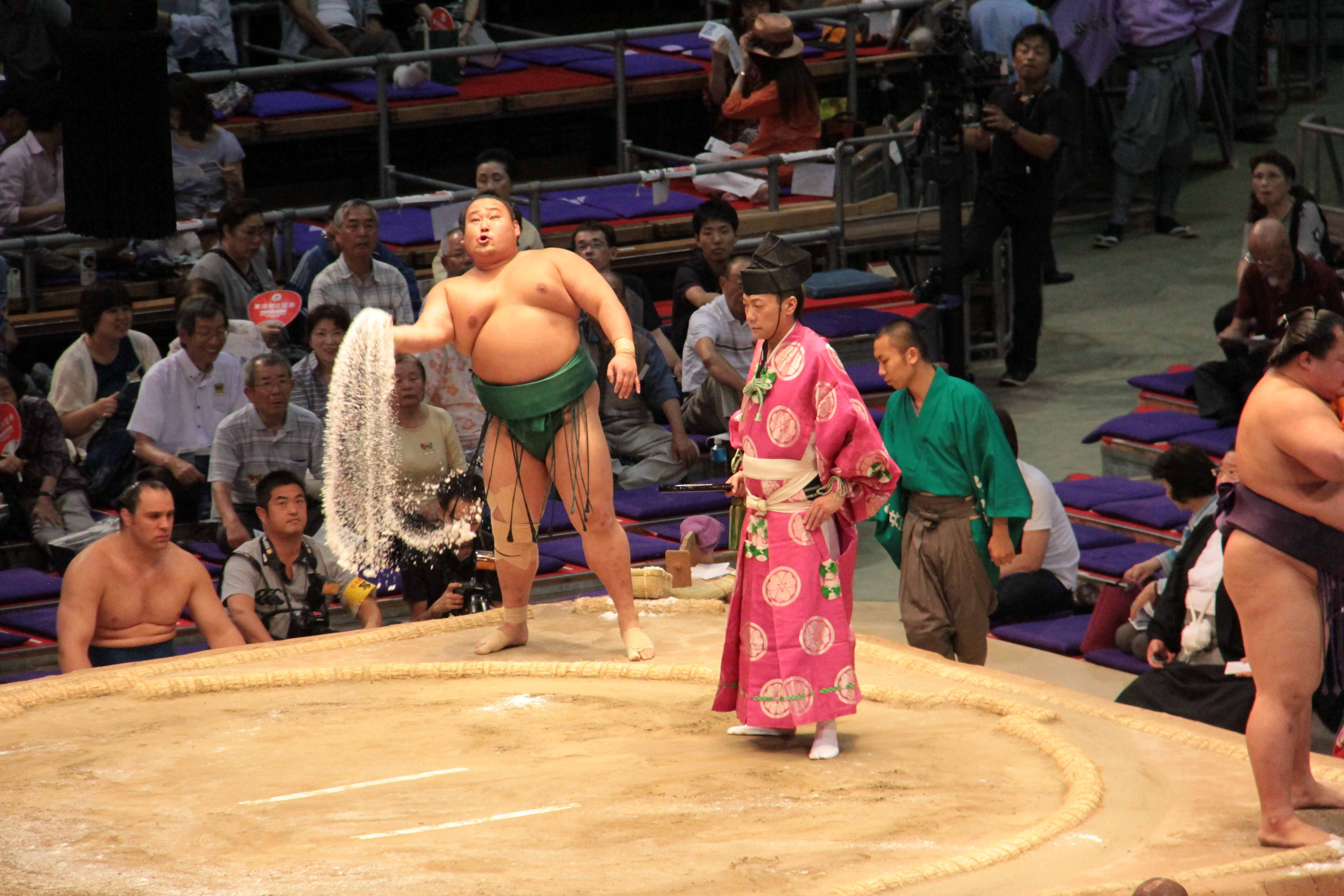

2013年7月場所では東十両7枚目で9勝6敗の成績を残した。普通なら入幕は不可能に近いが、番付運に恵まれ、翌9月場所では7枚上昇の東前頭16枚目に昇進し、再入幕を果たした（なお、7月場所で番付が半枚上の西十両6枚目の豊真将も同じく9勝6敗の成績でありながら、翌9月場所では西前頭13枚目まで大きく番付を上げた）。この場所は4日目までで3勝1敗の好成績だったが、9日目の翔天狼との取組で左肘内側側副靱帯を損傷してしまい、10日目から幕内では初めての休場。しかし休場を我慢しきれず13日目から再出場をして、最後は2連勝でこの場所を終えた。翌11月場所は4日目の徳真鵬戦での白星から11日目の鏡桜戦での黒星まで8日間にわたってヌケヌケの状態を繰り返した末、14日目に勝ち越しを果たし、最終的には9勝6敗の成績に終わった。2014年1月場所からは7月場所までは十両で4場所連続負け越しを喫するなど調子が上がらなかったが、東十両11枚目まで番付を下げた9月場所に8勝7敗と勝ち越し、東十両6枚目まで番付を回復した次の11月場所も8勝7敗と勝ち越した。2014年6月10日に東京都出身の女性と結婚、同年11月17日に第1子となる長男が誕生。2015年5月場所は9日目に大翔丸を徳利投げの奇手で破っており、この場所は9勝6敗の勝ち越し。西十両13枚目で迎えた2017年5月場所に7勝8敗で負け越し。下に十両の番付をもう1枚残しており、本来であれば十両に残留できる星数だったが、陥落する力士が少なかった事や幕下上位で勝ち越した力士が多かった影響により、2017年7月場所では不運な陥落となった。これにより、34場所守った関取の座を手放す事となった。7月場所は2勝2敗の後に5番相撲から残りを休場。その後は幕下生活が続き、2020年1月場所ではおよそ10年ぶりの三段目での土俵となったが、この場所では幕下陥落以降で最高となる6勝を挙げ、1場所で幕下に復帰した。
2021年5月場所後の6月11日、現役引退と年寄・桐山襲名が発表された。会見では4年前から糖尿病を患っており、2017年7月場所で幕下に陥落して緊張の糸が切れ、2020年7月場所を終えた時に負けて悔しいという気持ちが薄れたと感じたという。思い出の取組として2012年9月場所7日目の高安戦の黒星を挙げ、今後の抱負として「明るく元気でハキハキとした、勝ちに貪欲な負けん気の強い子を育てたい」と語った。
2022年12月3日、断髪式が行われた。一門の13代宮城野、入門時の師匠の2代大島などが出席し、約370人が鋏を入れた。止め鋏は引退時の師匠である6代大島が入れた。
2024年8月1日、7月29日付で年寄名跡を振分に変更したことを発表した。その年の9月場所千秋楽である9月22日をもって相撲協会を退職した。
2024年10月3日、instagramを更新し、銀座のバーで勤務することを明かした。

## 人物
- もともとは勝気な性格であったが、関取から幕下に落ちた現役終盤には記者に弱気な姿を見せた[18]。
- ある時は記者に酒の勢いもあってか「お前に、7勝7敗で迎える千秋楽前の気持ちが分かんのか！夜も眠れないんだぞ！」と噛み付くなど繊細な一面もあった[18]。

## エピソード
- 2012年5月場所を初日から10連敗したことをきっかけに「塩でも思いきり撒いたら相手が怯むかもしれない」と考えだし、11日目から制限時間いっぱいでの豪快な塩撒きを行うようになった[19][注釈 1]。その塩まきが少しずつ人気を集め始めており、9月からは幕内の土俵で塩撒きを披露することで観衆を大いに沸かせている。旭日松の場合は撒かれた塩の多くが仕切り線上に集中するという特徴があり、2012年11月場所3日目の千代の国戦では立合い直後に自身が撒いた塩に足を滑らせて負けてしまった（決まり手は叩き込み）[19]。2013年1月場所14日目には対戦相手の嘉風が仕切り線上の塩に足を滑らせるというハプニングが起こった（取組は嘉風がとったりで勝利）。
- 2012年7月場所7日目の北磻磨戦では鏡山審判長（元関脇・多賀竜）による立合い不成立の合図に行司の木村堅治郎が気付かず、一旦旭日松に軍配が上がった後で立合いからやり直しとなった。取り直しの一番では突き落としで敗れた[20]。

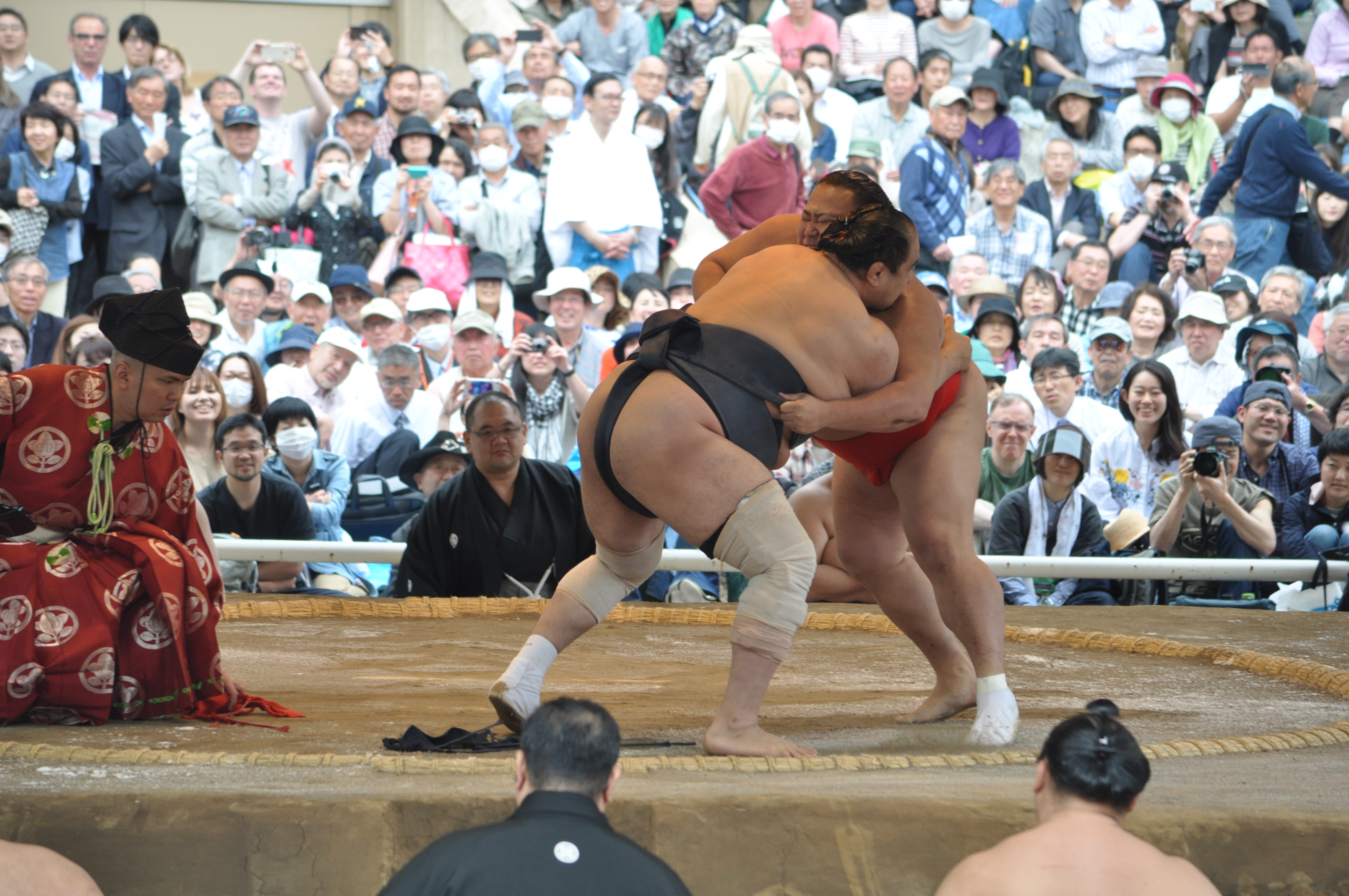
靖国神社奉納大相撲 旭日松関の相手は安美錦関（2017年4月17日撮影）

- 新十両の場所に受けたNHK大相撲中継での新十両インタビューでは、部屋の兄弟子で長く付き人を務めた旭天鵬に一目惚れして角界に入ったと語った。その後旭天鵬が2012年5月場所に初の幕内優勝を決めた優勝決定戦の直後には、花道で兄弟弟子と共に号泣する旭日松の姿が捉えられた。
- 2013年2月9日の第46回NHK福祉大相撲で、ももいろクローバーZと初共演し、大喜鵬らと共に踊りを披露した。
- 2013年2月22日、地元・野田市の象徴的企業であるキッコーマンから、郷土の風景である筑波山、江戸川と、四股名に因んで朝日をあしらった意匠の化粧廻しを贈られた。[21]その際、キッコーマンの名誉会長である茂木友三郎からは「初場所は不本意だったが、まだ23歳。これから精進して、大成していただきたい」と期待の言葉を贈られた。
- 2013年5月場所では地元の野田市で洋菓子店「アンドール」を営む親類から贈られたケーキの絵柄の化粧廻しを披露した[22][23]。
- レスリングをしていたこともあり、バク転ができる。
- 本人いわく「ザンバラには全部、負けているんだよね」。御嶽海、遠藤、千代大龍とは十両の土俵で初顔となったが、いずれも黒星。[24]
- 下位時代は稽古や雑用が辛かったが元々レスリングの強豪選手であったことから関取昇進に自信があり、また、地元の野田市が田舎でせっかく上京したのに帰りたくないと考えていたため、脱走したいと思ったことはなかった。

## 主な成績

### 通算成績
- 通算成績：453勝453敗31休（96場所）
- 幕内成績：23勝35敗2休（4場所）
- 十両成績：217勝233敗（30場所）

### 各段優勝
- 幕下優勝：1回（2011年9月場所）

### 場所別成績
| | 一月場所 初場所（東京） | 三月場所 春場所（大阪） | 五月場所 夏場所（東京） | 七月場所 名古屋場所（愛知） | 九月場所 秋場所（東京） | 十一月場所 九州場所（福岡） |
| --- | ----------------------- | ----------------------- | ----------------------- | --------------------------- | ----------------------- | --------------------------- |
| 2005年 （平成17年） | x                       | （前相撲）              | 東序ノ口26枚目 3–4      | 西序ノ口22枚目 5–2          | 東序二段101枚目 2–5     | 西序ノ口2枚目 6–1           |
| 2006年 （平成18年） | 西序二段44枚目 1–6      | 西序二段86枚目 3–4      | 西序二段108枚目 6–1     | 西序二段28枚目 0–1–6        | 西序二段98枚目 3–4      | 東序二段115枚目 6–1         |
| 2007年 （平成19年） | 東序二段34枚目 2–5      | 西序二段64枚目 4–3      | 東序二段37枚目 5–2      | 東三段目100枚目 5–2         | 東三段目67枚目 3–4      | 東三段目80枚目 6–1          |
| 2008年 （平成20年） | 西三段目22枚目 3–4      | 西三段目33枚目 4–3      | 東三段目18枚目 5–2      | 西幕下57枚目 0–1–6          | 西三段目32枚目 3–4      | 西三段目41枚目 5–2          |
| 2009年 （平成21年） | 西三段目13枚目 4–3      | 西三段目3枚目 4–3       | 西幕下55枚目 4–3        | 東幕下45枚目 3–4            | 西幕下56枚目 2–5        | 東三段目22枚目 4–3          |
| 2010年 （平成22年） | 東三段目11枚目 3–4      | 東三段目23枚目 3–4      | 東三段目39枚目 6–1      | 東幕下52枚目 5–2            | 東幕下32枚目 3–4        | 西幕下37枚目 5–2            |
| 2011年 （平成23年） | 西幕下24枚目 4–3        | 八百長問題 により中止   | 東幕下21枚目 4–3        | 西幕下10枚目 3–4            | 西幕下12枚目 優勝 7–0   | 東十両13枚目 8–7            |
| 2012年 （平成24年） | 東十両10枚目 9–6        | 東十両4枚目 9–6         | 東十両筆頭 5–10         | 西十両4枚目 10–5            | 東前頭14枚目 8–7        | 東前頭11枚目 6–9            |
| 2013年 （平成25年） | 西前頭13枚目 4–11       | 東十両3枚目 8–7         | 西十両筆頭 4–11         | 東十両7枚目 9–6             | 東前頭16枚目 5–8–2      | 西十両4枚目 9–6             |
| 2014年 （平成26年） | 東十両筆頭 7–8          | 東十両2枚目 7–8         | 東十両3枚目 5–10        | 東十両8枚目 6–9             | 東十両11枚目 8–7        | 東十両6枚目 8–7             |
| 2015年 （平成27年） | 東十両4枚目 9–6         | 西十両2枚目 5–10        | 東十両8枚目 9–6         | 西十両3枚目 6–9             | 東十両6枚目 6–9         | 西十両8枚目 6–9             |
| 2016年 （平成28年） | 西十両10枚目 8–7        | 東十両9枚目 7–8         | 東十両10枚目 8–7        | 西十両9枚目 5–10            | 西十両12枚目 9–6        | 西十両7枚目 6–9             |
| 2017年 （平成29年） | 東十両12枚目 7–8        | 東十両13枚目 7–8        | 西十両13枚目 7–8        | 西幕下筆頭 2–2–3            | 西幕下11枚目 5–2        | 東幕下6枚目 2–5             |
| 2018年 （平成30年） | 西幕下15枚目 3–4        | 東幕下22枚目 1–6        | 西幕下46枚目 4–3        | 東幕下38枚目 4–3            | 東幕下29枚目 2–5        | 東幕下45枚目 5–2            |
| 2019年 （平成31年 /令和元年） | 東幕下30枚目 4–3        | 西幕下23枚目 4–3        | 東幕下19枚目 2–5        | 西幕下32枚目 3–4            | 東幕下40枚目 2–5        | 西幕下58枚目 3–4            |
| 2020年 （令和2年） | 西三段目13枚目 6–1      | 西幕下38枚目 4–3        | 感染症拡大 により中止   | 東幕下31枚目 2–5            | 東幕下41枚目 4–3        | 西幕下31枚目 3–4            |
| 2021年 （令和3年） | 西幕下42枚目 休場 0–0–7 | 西幕下42枚目 休場 0–0–7 | 西三段目22枚目 4–3      | 西三段目8枚目 引退 –        | x                       | x                           |
| 各欄の数字は、「勝ち-負け-休場」を示す。 優勝 引退 休場 十両 幕下 三賞：敢=敢闘賞、殊=殊勲賞、技=技能賞 その他：★=金星 番付階級：幕内 - 十両 - 幕下 - 三段目 - 序二段 - 序ノ口 幕内序列：横綱 - 大関 - 関脇 - 小結 - 前頭（「#数字」は各位内の序列） |                         |                         |                         |                             |                         |                             |

### 幕内対戦成績
| 力士名     | 勝数 | 負数 | 力士名 | 勝数 | 負数 | 力士名   | 勝数 | 負数 | 力士名   | 勝数 | 負数 |
| ---------- | ---- | ---- | ------ | ---- | ---- | -------- | ---- | ---- | -------- | ---- | ---- |
| 朝赤龍     | 0    | 1    | 勢     | 0    | 1    | 遠藤     | 0    | 1    | 隠岐の海 | 1    | 1    |
| 臥牙丸     | 0    | 1    | 北太樹 | 0    | 2    | 木村山   | 1    | 0    | 琴勇輝   | 2    | 0    |
| 佐田の富士 | 1    | 2    | 常幸龍 | 1    | 0    | 翔天狼   | 0    | 2    | 大道     | 0    | 2    |
| 隆の山     | 1    | 0    | 髙安   | 0    | 1    | 宝富士   | 0    | 1    | 豪風     | 1    | 2    |
| 玉飛鳥     | 1    | 1    | 玉鷲   | 1    | 2    | 千代大龍 | 1    | 1    | 千代の国 | 0    | 1    |
| 天鎧鵬     | 1    | 1    | 德勝龍 | 1    | 0    | 栃乃若   | 0    | 1    | 豊響     | 0    | 1    |
| 富士東     | 0    | 4    | 豊真将 | 0    | 1    | 舛ノ山   | 0    | 1    | 雅山     | 2    | 1    |
| 芳東       | 1    | 0    | 嘉風   | 2    | 1    | 若荒雄   | 1    | 0    | 若の里   | 4    | 0    |

## 改名歴
力士
- 松嶋 広太（まつしま こうた）2005年3月場所 - 2005年9月場所
- 旭日松 広太（あさひしょう こうた）2005年11月場所 - 2021年7月場所

年寄
- 桐山 広太（きりやま こうた）2021年6月11日 - 2024年7月28日
- 振分 広太（ふりわけ こうた）2024年7月29日 -2024年9月22日